# توماس جوزيف والش
توماس جوزيف والش (بالإنجليزية: Thomas Joseph Walsh)‏ هو صحفي الموسيقى أيرلندي، ولد في 20 نوفمبر 1911، وتوفي في 8 نوفمبر 1988.